# Paul Boffa
Paul Boffa (malt. Pawlu Boffa, ur. 30 czerwca 1890 w Birgu, zm. 6 lipca 1962 w Paoli) – maltański polityk, premier Malty w latach 1947–1950.

## Życiorys
Po ukończeniu liceum podjął studia na Uniwersytecie Maltańskim, na którym w 1912 roku uzyskał tytuł lekarza medycyny. Podczas I wojny światowej służył w Królewskim Korpusie Medycznym na Malcie, w Salonikach, a także na okrętach szpitalnych. Po wojnie rozpoczął prywatną praktykę lekarską w Paoli.
W 1921 roku rozpoczął działalność polityczną, w 1923 wstąpił do Partii Pracy. Był wybierany do Izby Reprezentantów w latach 1924, 1927 oraz 1932. W 1927 został liderem Partii Pracy.
W czasie II wojny światowej był oficerem medycznym w rejonie miast Bormla, Paola, Tarxien, Luqa. W 1941 roku został odznaczony Orderem Imperium Brytyjskiego.
W 1945 roku ponownie został wybrany do parlamentu, zaś w 1947 roku Partia Pracy wprowadziła do Izby Reprezentantów 24 posłów, co pozwoliło na utworzenie rządu większościowego, na czele którego stanął Boffa. W 1949 roku ultimatum wystosowane do rządu Wielkiej Brytanii, dotyczące pomocy finansowej, doprowadziło do podziału w Partii Pracy. Boffa pozostał premierem, stojąc na czele założonej przez siebie Maltańskiej Partii Robotniczej.
Został wybrany do Izby Reprezentantów w roku 1951 oraz 1953. Maltańska Partia Robotnicza utworzyła wówczas koalicję z Partią Narodową, a Boffa wszedł do rządu George’a Borga Oliviera, obejmując stanowisko Ministra Zdrowia i Opieki Społecznej. W 1955 roku ze względów zdrowotnych zrezygnował z kierowania partią.

## Życie prywatne
Żoną Paula Boffy była Genoveffa Cecy, pobrali się w 1921 roku, mieli dwóch synów i dwie córki. Paul Boffa zmarł w 1962 roku w swojej rezydencji w Paoli, pochowany został na cmentarzu All Souls Cemeter w Tarxien.